# Église Saint-Paul de Caen
L'église Saint-Paul est une église de culte catholique, achevée en 1953, située à Caen (Calvados).

## Histoire
Après la bataille de Caen et dans le cadre de la reconstruction de Caen, la ville de Caen s'étend. Un nouveau quartier, dit cité d'Authie, est aménagé au nord du centre-ville ancien de Caen. Il est composé de maisons érigées par Marcel Clot et Raymond Dupuis, avec les matériaux de déblaiement du quartier Saint-Gilles, et d'autres maisons offertes par la Suède ou les États-Unis pour faire face à la problématique de relogement à la suite des bombardements. L'église Saint-Paul est construite entre 1949 et 1953 par les architectes Marcel Clot et Raymond Dupuis.
En 2002, elle reçoit le label « Patrimoine du XXe siècle ».

## Architecture
L'église est implantée au milieu d'une place carrée, la place Saint-Paul.
Le portail principal est à l'ouest. Il est précédé de quelques marches convexes. Au centre, le portail est surmonté d'une statue de saint Paul. Celle-ci coupe en deux le linteau portant l'inscription en bas-relief « Vous êtes tous le corps du Christ ». Elle encadre également un réseau de baies verticales structurant le pignon de la façade.
Elle abrite également des sculptures de Charles Gianferrari (1921-2010) et des vitraux de Jean Gaudin (1879-1954), ainsi qu'une peinture murale en 1953 du peintre Henri Van Moé (1930-1989), qu'il réalisa  pour Yves Trévédy (1916-1986), peintre second prix de Rome de peinture en 1943.[réf. nécessaire]
Sur la fresque monumentale, dont l'ordre  de grandeur est donné par le saint qui ne mesure pas moins de 6 mètres, l'auteur a peint la conversion de saint Paul faisant référence aux Actes des Apôtres.

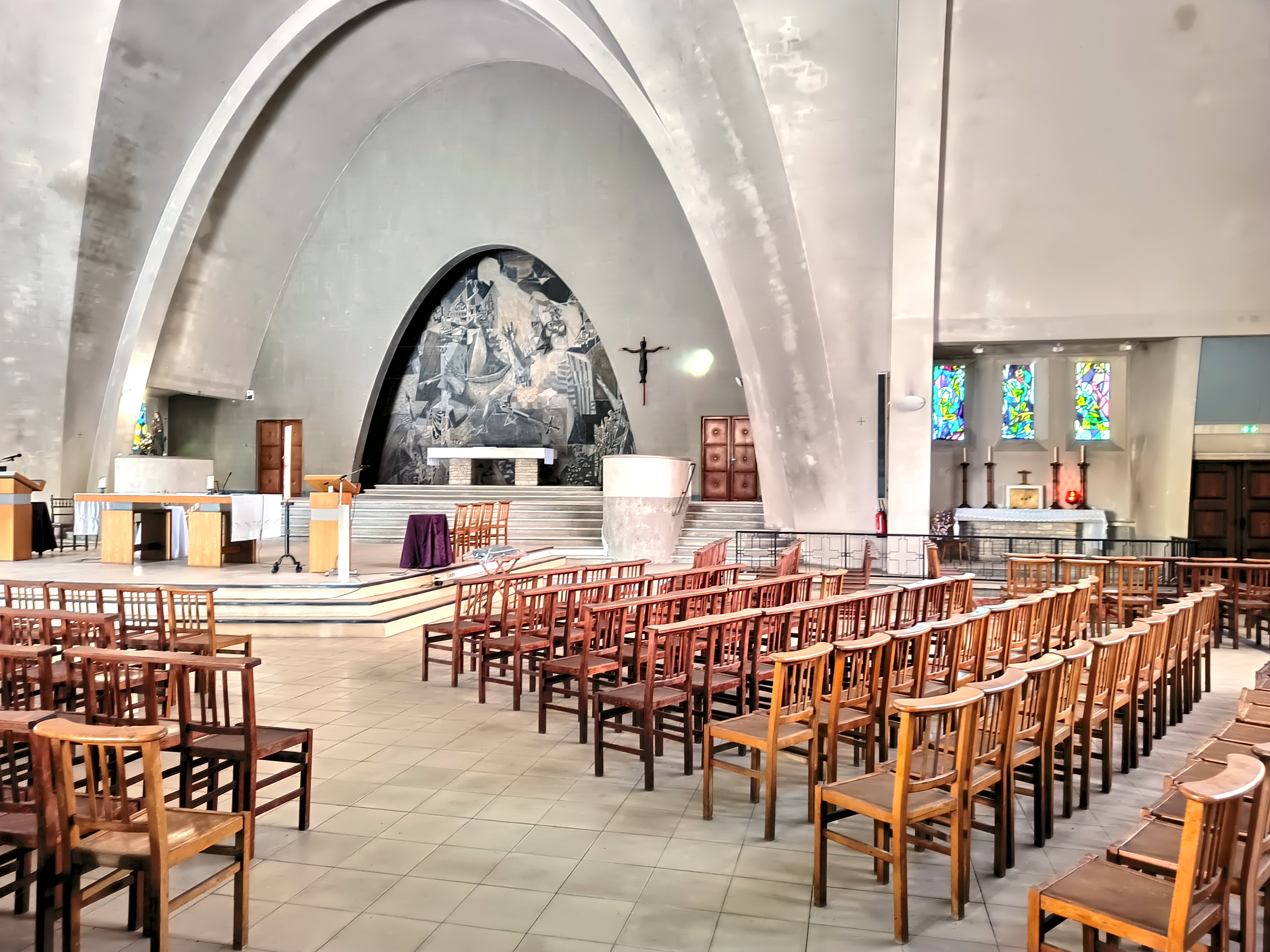
Fresque de la conversion de saint Paul.